# Calcarifera ordinata
Calcarifera ordinata là một loài bướm đêm thuộc họ Limacodidae. Nó hiện diện ở bắc Úc, phía nam đến Geraldton, Alice Springs và Brisbane.
Sải cánh dài khoảng 30 mm. Con lớn có màu nâu kem với các đường kẻ đốt ở cánh trước. Cánh sau màu nâu nhạt.
Ấu trùng ăn lá Acacia, Jacksonia scoparia, Phoenix canariensis, Leptosema aphyllum, Rosa odorata, Citrus sinensis và Atalaya hemiglauca. Dạng sâu có màu vàng tươi với các màu lục lam và cam. Có nhiều nốt sần xung quanh cơ thể chúng. Chúng có các chân tiêu giảm và di chuyển bằng mặt bụng của cơ thể, tương tự như các loài sên. Kén được xây trên lá. Chúng kéo kén thành quả cầu nhỏ sau đó che phủ bằng lớp chất lỏng để tạo ra kén trông giống như quả bóng nhỏ. Chúng đốt đau hơn ong bầu, được mô tả là "còn tệ hơn vết đốt của ong bầu".